# BV-4512
La BV-4512 és una carretera del Bages que discorre pels termes municipals de Sant Fruitós de Bages, Navarcles, una punta del terme de Calders i Artés. La B correspon a la demarcació de Barcelona, cosa que indica la seva antiga pertinença a la Diputació de Barcelona. Actualment pertany a la Generalitat de Catalunya, i la V a l'antiga xarxa de carreteres veïnals.
Té l'origen a la cruïlla amb la carretera B-451, a 250 metres a migdia del Pont de Cabrianes, al nord-oest de Cal Gras i al sud-oest de Ca la Rossa. Des d'aquest lloc s'adreça cap al nord-est, travessa el Pont de Cabrianes, passa per damunt del Llobregat en aquest lloc i, travessant un breu tram dels termes municipals de Navarcles i de Calders, entra en el d'Artés. Passa al sud-est de Sant Hilari Nou, Mas Colomer, Can Soldevila i el Mas Bertran, travessa el Pla de Salavés, deixa al nord Sant Hilari Vell i entra en el nucli urbà d'Artés pel Polígon industrial de Santa Maria, que deixa a llevant, discorrent pel carrer de Rocafort d'aquesta població fins que troba, successivament, la carretera B-430, que marxa cap a ponent, i la B-431, a llevant.